# 理查茲 (伊利諾伊州)
理查茲（英語：Richards）是位於美國伊利諾伊州拉薩爾縣的一個非建制地區。該地的面積和人口皆未知。

## 地理
理查茲的座標為41°10′43″N 88°50′10″W / 41.17861°N 88.83611°W，而該地的平均海拔高度為195米（即640英尺）。